# Chloranilsäure
Chloranilsäure ist eine chemische Verbindung aus der Gruppe der chlorierten Benzochinone. Ihre Salze heißen Chloranilate.

## Gewinnung und Darstellung
Chloranilsäure kann durch basische Hydrolyse aus Chloranil gewonnen werden.

## Eigenschaften
Chloranilsäure ist ein dunkeloranger bis roter Feststoff, der wenig löslich in Wasser ist.

## Verwendung
Chloranilsäure wird zur Papierchromatographie von Metallen wie Calcium, Strontium, Zirconium und Molybdän verwendet.